# Charles Grant (General)
Sir Charles John Cecil Grant, KCB, KCVO, DSO (* 13. August 1877 in London; † 9. November 1950 in Epsom, Surrey) war ein britischer General der British Army, der unter anderem zuletzt von 1937 bis 1940 Oberkommandierender des Schottland-Kommandos des Heeres war.

## Leben
Charles John Cecil Grant, Sohn von Generalleutnant Robert Grant und dessen Ehefrau Victoria Alexandrina Cotes, absolvierte nach dem Besuch der renommierten Harrow School eine Offiziersausbildung am Royal Military College Sandhurst. Nach deren Abschluss wurde er 1897 als Leutnant (Second Lieutenant) in das Garde-Grenadierregiment Coldstream Guards übernommen und dort 1898 zum Oberleutnant befördert. Er nahm von 1899 bis 1902 am Zweiten Burenkrieg teil und wurde 1903 zum Major befördert. Nach weiteren Verwendungen als Offizier und Stabsoffizier nahm er zwischen 1914 und 1918 am Ersten Weltkrieg teil und wurde für seine militärischen Verdienste 1915 mit dem Distinguished Service Order (DSO) ausgezeichnet. 1916 wurde ihm der Brevet-Rang eines Oberstleutnants verliehen. Zum Ende des Ersten Weltkrieges war er zwischen Oktober 1917 und März 1918 als Brigadegeneral Kommandeur (Commanding Officer) der an der Westfront in Frankreich eingesetzten 1. Brigade.
Nach Kriegsende war Grant zwischen 1919 und 1921 Kommandeur des 3. Bataillons der Coldstream Guards und im Anschluss von November 1921 bis Oktober 1925 Chef des Stabes des Oberkommandos der britischen Truppen in Ägypten. Daraufhin fand er im Range eines Obersts (Colonel) von November 1925 bis November 1927 Verwendung als Kommandeur der 137th (Staffordshire) Brigade. Danach fungierte er als Brigadegeneral (Brigadier) zwischen August 1927 und März 1930 als Kommandeur der 8. Brigade (8th Infantry Brigade) und wurde 1930 Companion des Order of the Bath (CB). Als Generalmajor (Major-General) war er von Juni 1930 bis Dezember 1932 Kommandierender General (General Officer Commanding) der 53. Walisischen Infanteriedivision (53rd (Welsh) Infantry Division) sowie im Anschluss im Dezember 1932 als Nachfolger von Generalmajor Albemarle Cator Kommandeur des Militärbezirks London (District Officer Commanding London District). Auf diesem Posten verblieb er bis Dezember 1934 und wurde danach von Generalmajor Bertram Sergison-Brooke abgelöst. In dieser Funktion wurde er 1934 zum Generalleutnant (Lieutenant-General) befördert und am 12. Dezember 1934 zum Knight Commander des Royal Victorian Order (KCVO) geschlagen, woraufhin er fortan den Namenszusatz Sir  führte.
Am 1. Februar 1937 wurde Charles Grant zudem zum Knight Commander des Order of the Bath (KCB) geschlagen sowie zum General befördert. Als solcher löste er im Februar 1937 General Archibald Cameron als Oberkommandierender des Schottland-Kommandos des Heeres (General Officer Commanding in Chief Scottish Command) ab und verblieb auf diesem bis zu seinem Eintritt in den Ruhestand im Februar 1940, woraufhin Generalleutnant Harold Carrington seine dortige Nachfolge antrat.
Charles John Cecil Grant heiratete am 28. März 1903 Lady Sybil Myra Caroline Primrose, deren Vater Archibald Primrose, 5. Earl of Rosebery zwischen 1894 und 1895 Premierminister war, sowie Tochter von Hannah de Rothschild. Aus dieser Ehe ging der Sohn Charles Robert Archibald Grant of Cotes hervor, der Kapitänleutnant der Royal Navy sowie Geschäftsführer des Druckmessgeräteherstellers Barnett Instruments Ltd.